# Szampion
Jabłoń domowa ‘Szampion’ (cz. 'Šampion') – odmiana uprawna (kultywar) jabłoni domowej (Malus domestica ‘Szampion’), należąca do grupy odmian jesiennych. Odmiana czeska wyselekcjonowana w 1970 roku przez Otto Loudę w miejscowości Střižovice. Jest krzyżówką odmian 'Golden Delicious' i 'Koksa Pomarańczowa'. W Polsce w uprawie od połowy lat 80., wpisana do Rejestru Odmian prowadzonego przez Centralny Ośrodek Badania Odmian Roślin Uprawnych w 1990 roku.

## Morfologia
PokrójDrzewo rośnie średnio silnie, po wejściu w okres owocowania wzrost słabnie. Korona ma kształt stożkowaty, na konarach wyrastają liczne krótkopędy. Wymaga cięcia prześwietlającego i odmładzającego. Bardzo łatwa w uprawie.
OwoceDuże lub średniej wielkości kulisto-stożkowate. Lekko żebrowane przy kielichu, dość wyrównane pod względem kształtu i wielkości. Skórka gładka, zielonkawożółta, pokryta w ponad połowie rozmyto-paskowanym rumieńcem o koralowo-czerwonym zabarwieniu. Przetchlinki są liczne, małe i jasnoszare. Miąższ soczysty, słodki, delikatnie kwaskowaty, aromatyczny i powszechnie oceniany jako bardzo smaczny.

## Rozwój
W okres owocowania wchodzi bardzo wcześnie, na ogół już w drugim roku po posadzeniu. Owocuje obficie i corocznie, zarówno na krótko-, jak i długopędach. Dobrze owocuje na wszystkich typach podkładek.

## Uprawa
PielęgnacjaZe względu na obfite owocowanie owoce wymagają przerzedzania.
Zbiór i przechowywanieW warunkach polskich dojrzałość zbiorczą osiąga w II dekadzie września, a dojrzałość konsumpcyjną już na początku października. Jak na odmianę jesienną przechowuje się bardzo dobrze, w zwykłej chłodni można ją przechować do końca lutego, a w chłodni z atmosferą kontrolowaną – do kwietnia.

## Zdrowotność
Szampion jest odmianą o bardzo dużej wrażliwości na mróz, lecz o średniej wrażliwości na zarazę ogniową. Na najgroźniejsze choroby jabłoni: parcha i mączniaka jest mało wrażliwa. Drzewa są wrażliwe na raka jabłoni i gumowatość drewna. W suche lata, przy dużych owocach wykazuje dużą podatność na chorobę fizjologiczną – gorzką plamistość podskórną jabłek.

## Zastosowanie
Jest jedną z najchętniej sadzonych odmian jabłoni w ostatnich latach w Polsce. Według danych Państwowej Inspekcji Ochrony Roślin i Nasiennictwa w 2007 była odmianą, której drzewek w szkółkach polskich zakwalifikowano najwięcej (ponad 1,1 mln sztuk), natomiast w 2010 roku liczba wzrosła do ponad 1,5 mln drzewek. Na liście najczęściej kwalifikowanych drzewek jest w czołówce od połowy lat 90. Nadaje się zarówno do uprawy amatorskiej, jak i wielkotowarowej. Ceniona ze względu na jakość i smak owoców. Jest odmianą deserową nadającą się także do przetwórstwa. Znanych jest kilka barwnych mutantów tej odmiany, z których najpopularniejszymi są:
- Szampion Reno, Reno 2 – wyodrębnione w Polsce w okolicach Wrocławia, mają bardziej intensywny rumieniec.
- Szampion Arno – także polski, rumieniec ma bardziej rozmyty i bardziej intensywny.
- Szampion Red, Szampion Barta – znalezione w Czechach, wyróżniają się intensywnym rumieńcem[6].
- Szampion 1/5 – mutacja barwna uzyskana przez napromieniowanie pędów.